# VM i curling 2010 (mixed double)
Verdensmesterskabet i curling 2010 i mixed double var det tredje VM i curling i mixed double og blev arrangeret af World Curling Federation. Der var 26 tilmeldte hold til mesterskabet, men otte hold meldte afbud på grund af luftfartsproblemerne i forbindelse med vulkanudbruddet i Island, og derfor blev det gennemført med kun 18 hold. Kampene blev afviklet ishallen Uralskaja Molnija i Tjeljabinsk, Rusland i perioden 18. – 24. april 2010.
Mesterskabet blev vundet af værtslandet Ruslands hold bestående af Petr Dron og Jana Nekrosova, som i finalen besejrede New Zealand med 9-7. Bronzemedaljerne gik til Kina som vandt bronzekampen med 8-7 over Spanien. De forsvarende mestre fra Schweiz, som inden dette VM havde vundet 19 VM-kampe i træk, fortsatte stimen i grundspillet, hvor holdet vandt alle sine fire kampe. I kvartfinalen blev det imidlertid til et nederlag mod Kina, så schweizernes sejrsrække sluttede altså efter 23 sejre i træk.
Danmark blev repræsenteret af et hold bestående af Martin Uhd Grønbech og Christine Svensen. Holdet opnåede 1 sejr og 3 nederlag i grundspillet, hvilket rakte til fjerdepladsen i gruppen (efter tiebreaker), hvorfor holdet ikke gik videre til slutspillet. Holdet sluttede samlet på en 12.-plads.

## Resultater

### Grundspil
De 18 hold var opdelt i tre grupper. Holdene i hver gruppe spillede alle-mod-alle. De tre gruppevindere, de tre -toere, og den bedste treer (i henhold til "draw shot challenge") gik videre til kvartfinalerne, mens de øvrige to treere spillede kvalifikation om den sidste kvartfinaleplads.
| Blå gruppe | Blå gruppe  | Blå gruppe | Blå gruppe |
| Plac.      | Hold        | Vundne     | Tabte      |
| ---------- | ----------- | ---------- | ---------- |
| 1.         | Schweiz     | 4          | 0          |
| 2.         | New Zealand | 3          | 1          |
| 3.         | Tjekkiet    | 1          | 3          |
| 4.         | Danmark     | 1          | 3          |
| 5.         | Østrig      | 1          | 3          |

| Tiebreaker om 3.-pladsen | Tiebreaker om 3.-pladsen | Tiebreaker om 3.-pladsen |
| ------------------------ | ------------------------ | ------------------------ |
| 23.4.                    | Østrig - Danmark         | 3-8                      |
| 23.4.                    | Tjekkiet - Danmark       | 8-6                      |

| Rød gruppe | Rød gruppe | Rød gruppe | Rød gruppe |
| Plac.      | Hold       | Vundne     | Tabte      |
| ---------- | ---------- | ---------- | ---------- |
| 1.         | Spanien    | 4          | 1          |
| 2.         | Italien    | 3          | 2          |
| 3.         | Estland    | 3          | 2          |
| 4.         | Ungarn     | 3          | 2          |
| 5.         | England    | 1          | 4          |
| 6.         | Finland    | 1          | 4          |

| Tiebreaker om 3.-pladsen | Tiebreaker om 3.-pladsen | Tiebreaker om 3.-pladsen |
| ------------------------ | ------------------------ | ------------------------ |
| 23.4.                    | Estland - Ungarn         | 9-8                      |

| Grøn gruppe | Grøn gruppe | Grøn gruppe | Grøn gruppe |
| Plac.       | Hold        | Vundne      | Tabte       |
| ----------- | ----------- | ----------- | ----------- |
| 1.          | Rusland     | 6           | 0           |
| 2.          | Australien  | 4           | 2           |
| 3.          | Kina        | 4           | 2           |
| 4.          | USA         | 3           | 3           |
| 5.          | Japan       | 2           | 4           |
| 6.          | Letland     | 1           | 5           |
| 7.          | Slovakiet   | 1           | 5           |

### Slutspil
| Dato                             | Kamp                  | Res. |
| -------------------------------- | --------------------- | ---- |
| Kvalifikation til kvartfinalerne |                       |      |
| 23.4.                            | Tjekkiet - Estland    | 7-12 |
| Kvartfinaler                     |                       |      |
| 23.4.                            | Spanien - Estland     | 8-7  |
| 23.4.                            | New Zealand - Italien | 10-4 |
| 23.4.                            | Australien - Rusland  | 4-8  |
| 23.4.                            | Schweiz - Kina        | 7-11 |

| Dato        | Kamp                  | Res. |
| ----------- | --------------------- | ---- |
| Semifinaler |                       |      |
| 24.4.       | Spanien - New Zealand | 3-10 |
| 24.4.       | Rusland - Kina        | 16-4 |
| Bronzekamp  |                       |      |
| 24.4.       | Kina - Spanien        | 8-7  |
| Finale      |                       |      |
| 24.4.       | Rusland - New Zealand | 9-7  |

### Samlet rangering
| Plac.  | Hold        | Spillere            | Spillere           |
| ------ | ----------- | ------------------- | ------------------ |
| Guld   | Rusland     | Petr Dron           | Jana Nekrosova     |
| Sølv   | New Zealand | Sean Becker         | Bridget Becker     |
| Bronze | Kina        | Zhipeng Zhang       | Yue Sun            |
| 4.     | Spanien     | Sergio Vez Labrador | Irantzu Garcia Vez |
| 5.     | Australien  | Hugh Millikin       | Kim Forge          |
| 6.     | Italien     | Marco Pascale       | Lucrezia Laurenti  |
| 7.     | Schweiz     | Toni Müller         | Irene Schori       |
| 8.     | Estland     | Martin Lill         | Kristine Lill      |
| 9.     | Tjekkiet    | Karel Kubeska       | Anna Kubeskova     |
| 10.    | USA         | Michael Calcagno    | Sharon Vukich      |
| 11.    | Ungarn      | Peter Sàrdi         | Ágnes Patonai      |
| 12.    | Danmark     | Martin Uhd Grønbech | Christine Svensen  |
| 13.    | England     | John Sharp          | Jane Clark         |
| 14.    | Japan       | Naomasa Takeda      | Tomoko Takeda      |
| 15.    | Østrig      | Marcus Schmitt      | Liliana Schmitt    |
| 16.    | Letland     | Ansis Regza         | Dace Regza         |
| 17.    | Finland     | Peter Landgrén      | Lotta Norri        |
| 18.    | Slovakiet   | Milan Kajan         | Gabriela Kajanova  |